# Esquisse d'une psychologie du cinéma
Pour les articles homonymes, voir esquisse (homonymie).
Esquisse d'une psychologie du cinéma est un essai écrit par André Malraux, publié dans la revue Verve en 1939 puis aux éditions Gallimard en 1946. L'auteur écrit cet essai à la suite de l'expérience du tournage de son film l'Espoir, Sierra de Teruel.

## Résumé
Cet essai a été réécrit à plusieurs reprises par André Malraux. Il est partiellement intégré dans le livre le Musée imaginaire (édition de 1947, 1951 et 1963). Dans cet essai Malraux s'interroge sur la place du cinéma parmi les autres arts, ainsi que sur les liens entre cinéma, littérature et théâtre. 
Esquisse d'une psychologie du cinéma est publié dans la collection de Bibliothèque de la Pléiade dans le tome 1 des œuvres complètes d'André Malraux. 
Les aspects commerciaux et industriels du cinéma ne sont pas abordés dans l'essai qui se termine par la fameuse formule « par ailleurs le cinéma est une industrie ».  